# Jash (comida)
Jash (armenio: Խաշ, georgiano: ხაში, khashi, azerí: xaş, turco: Kelle Paça) es una sopa tradicional de la cocina armenia, elaborado principalmente con las pezuñas de las vacas (o del ganado). En el pasado era considerado como un plato humilde que proporcionaba alimento a las clases más bajas las zonas rurales, se considera un plato que aparece servido en las festividades de invierno, por regla general en compañía de hombres. 

## Características
El principal ingrediente del khash son los pies o pezuñas del ganado, principalmente de la vaca. Es posible que otras partes entren en la elaboración de este plato, tales como la cabeza y el estómago. Las pezuñas (conocidas en armenio como totikner) se depilan, se limpian convenientemente y se cuecen en agua durante un largo periodo de tiempo (generalmente una noche) hasta que se forma un caldo denso y la carne se separa de los huesos. No se añade sal o especie alguna durante este proceso de cocción. El plato se sirve caliente. Sólo se le añade sal, ajo, y zumo de limón, o vinagre de acuerdo con el gusto del comensal. Se suelen añadir mendrugos de lavash seco para que exista algo más de sustancia en el caldo. 
El Khash se sirve por regla general acompañado de otros alimentos, tales como chiles (rojos o amarillos), encurtidos, rábanos, queso, y abundante cantidad de hierbas frescas. La comida se acompaña de vodka (preferiblemente con vodka de moras) y agua mineral.

## Ritual y costumbres
Existe un ritual en los banquetes en los que se sirve el khash. Muchos participantes dejan de comer el día anterior para poder abordar con mayor apetito el Khash. La ingesta de esta sopa de olor y aromas fuertes en conjunción con el alcohol (vodka) potencia los sabores, el khash se elabora por regla general los fines de semana o en las vacaciones.
Las convenciones modernas en Armenia dictan que este plato debe ser servido sólo en los meses que  poseen la letra 'r' en su nombre, esto excluye mayo, junio, julio, y agosto (el nombre de los meses en armenio procede de las denominaciones latinas ). No existe esta restricción en Georgia y en Azerbaiyán esta servido en los meses de invierno. Un alimento similar denominado piti en la vecindad de la provincia de Kars, se elabora con las patas (pies) de ganado, principalmente ovejas. El Khash permanece con sus ingredientes básicos desde hace muchos siglos.
La población caucásica cree que el Khash posee propiedades preventivas o de detención de la artritis, es una creencia popular no corroborada por la ciencia, ellos razonan que la abundancia en sus ingredientes de elementos tales como las junturas de las articulaciones, los cartílagos, las pezuñas, los tejidos conjuntivos.